# Torbèches
Les Torbèches (en macédonien : Торбеши, Torbeši) sont des locuteurs du macédonien de confession musulmane, vivant dans les Balkans, en Macédoine du Nord et en Grèce septentrionale. Ils forment l'un des plus petits groupes ethniques parmi les musulmans des Balkans.

## Histoire
Une des raisons de la conversion à l'islam des chrétiens des Balkans au fil des siècles est la charia appliquée dans l'Empire ottoman, aux termes de laquelle ils étaient soumis au haraç (double imposition sur les non-musulmans) et au devchirmé (enlèvement des garçons pour devenir des janissaires). Des groupes linguistiquement très divers ont été concernés : Albanais, Bosniaques, Goranes, Pomaques, Roms, Turcs et Moglénites.
Selon les dispositions du traité de Lausanne de 1923 entre la Grèce et la Turquie, tous les musulmans de Grèce ont été assimilés aux Turcs et des échanges de populations ont été rendus obligatoires : une grande partie des Torbèches de Grèce ont donc dû la quitter, et ont été remplacés par des Micrasiates (Grecs de Turquie).
En Yougoslavie, les Torbèches avaient le choix entre se déclarer Macédoniens, selon leur langue, ou bien Musulmans, selon leur religion. Au fil des années, beaucoup d'entre eux ont émigré vers la Turquie, même si aucun traité ne le leur imposait.
Il n'y a pas d'estimation fiable de leur nombre actuel, mais très peu de personnes se déclarent encore Torbèches, que ce soit en Grèce ou en Macédoine du Nord. Leur nom a la même étymologie que « tarbouche », coiffure marquant leur fidélité au sultan et calife ottoman.